# Bytkowo
Bytkowo – wieś w Polsce położona w województwie wielkopolskim, w powiecie poznańskim, w gminie Rokietnica.
W Bytkowie znajdowało się pole golfowe.